# Skeppsmaskar
Skeppsmaskar (Teridinidae) är inte alls maskar utan en familj med maskformade musslor med endast två mycket små skalplåtar. De angriper trä i saltvatten och kallas därför, tillsammans med andra icke närbesläktade musslor som urholkar/borrar in sig trä, för borrmusslor. Efter ett pelagiskt larvstadium fäster den sig på trä och genomgår metamorfos. De två skalplåtarna i huvudänden används som borr när den äter sig in i trävirke. Till en början är masken liten och orsakar bara millimeterstora hål men inne i trävirket växer den till sig och kan i värsta fall orsaka centimetertjocka gångar i träet.
Skeppsmask förstör träet i skeppsvrak när dessa finns i havsvatten och skeppsmasken är huvudorsak till att äldre vrak av träfartyg inte existerar i saltvatten. 

## Släkten
Släkten inom familjen Teridinidae:
- Bactronophorus Tapparone-Canefri, 1877
- Bankia Gray, 1842
- Dicyathifer Iredale, 1932
- Kuphus Guettard, 1770
- Lyrodus Binney, 1870
- Nausitoria Wright, 1884
- Neoteredo Bartsch, 1920
- Nototeredo Bartsch, 1923
- Psiloteredo Bartsch, 1922
- Spathoteredo Moll, 1928
- Teredo Linné, 1758
- Teredora Bartsch, 1921
- Teredothyra Bartsch, 1921
- Uperotus Guettard, 1770

## Förekomst i Sverige
På svenska västkusten, framför allt den norra delen, förekommer arten skeppsmask (Teredo navalis). I Östersjön saknas skeppsmask. Östersjön har historiskt sett varit fri från skeppsmask, antagligen beroende på den låga salthalten, men under åren efter 2000 har flera spår av skeppsmask påträffats, företrädesvis i de södra delarna. 
Orsaken till spridningen är hittills okänd men antas ha samband med antingen att masken införts via ballastvatten från fartyg eller kommit in i Östersjön genom Öresund tillsammans med saltare vatten från den danska sidan vid stormar. Sådan inströmning av saltvatten sker under vissa perioder och är nödvändig bland annat för östersjötorskens fortplantning.

## Galleri

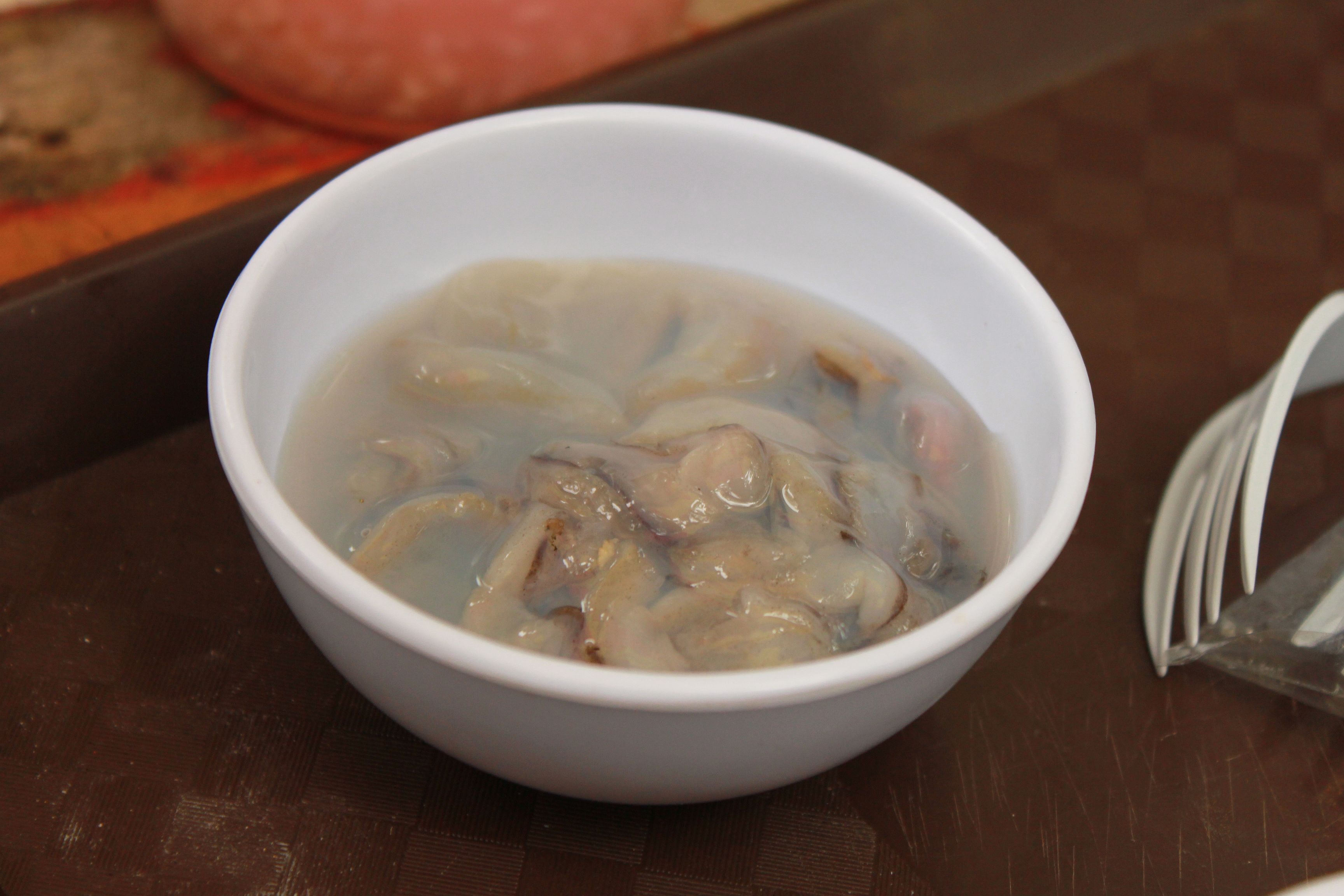
En skål med skeppsmask, i Filippinerna  kallad  Tamiloc, den skördas i mangroverötter och efter beredning med vinäger äts den som en delikatess.
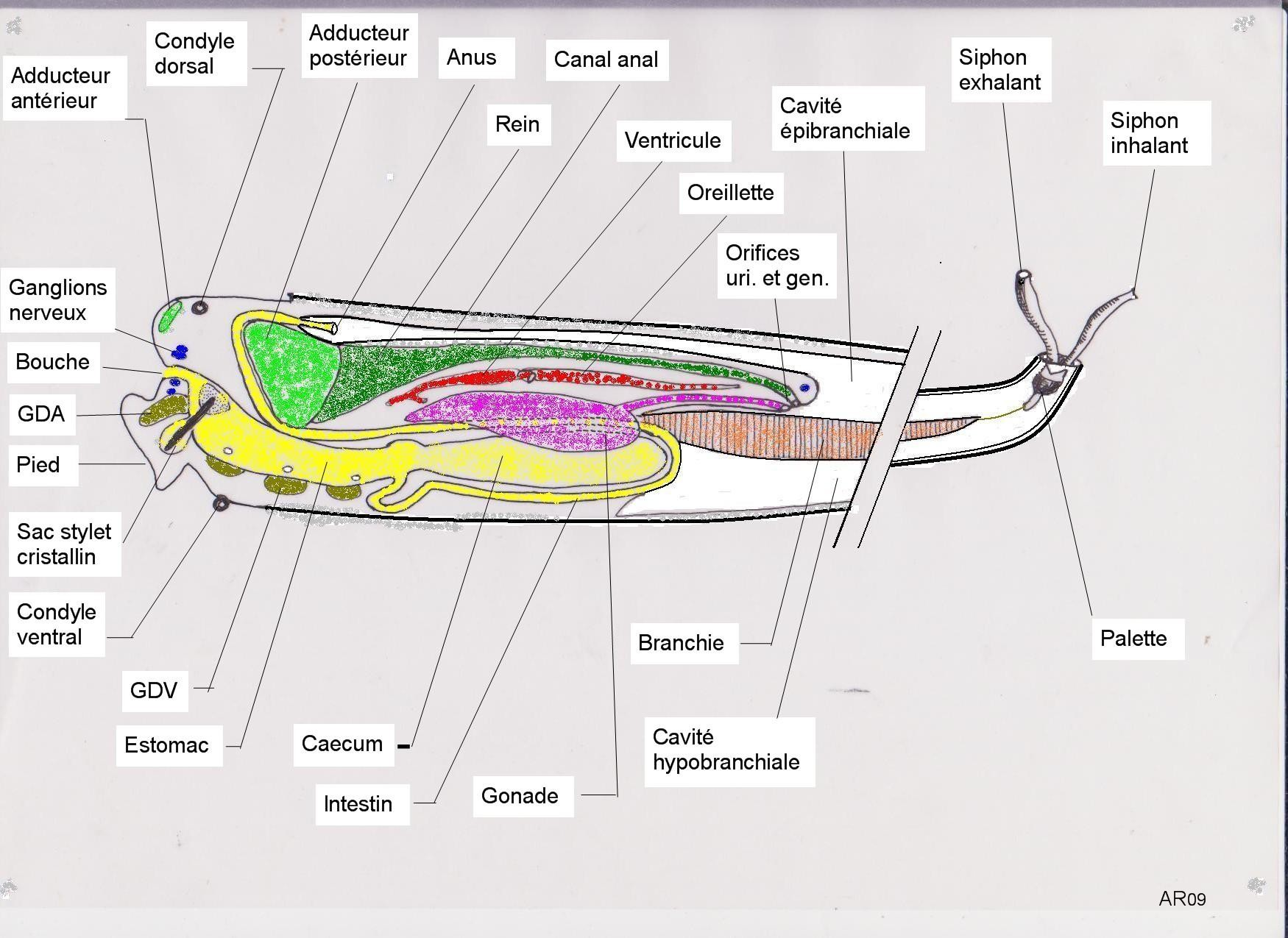
Till vänster är huvudet med munnen (bouche), det gula är magen och tarmen. Till höger vid stjärten sitter öppningarna för inandning och utandning.
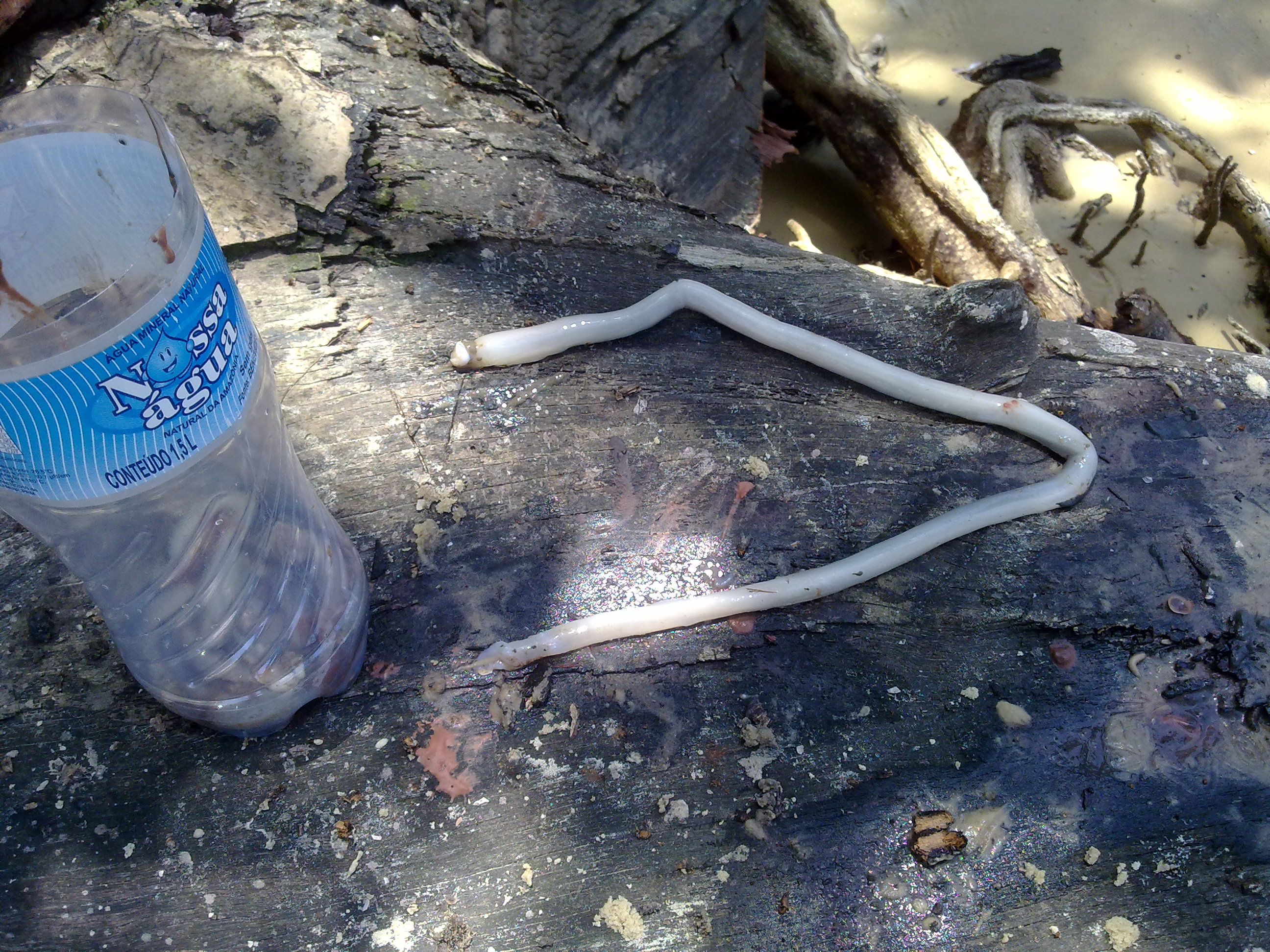
En skeppsmask från mangroverötter på Marajo i Brasilien
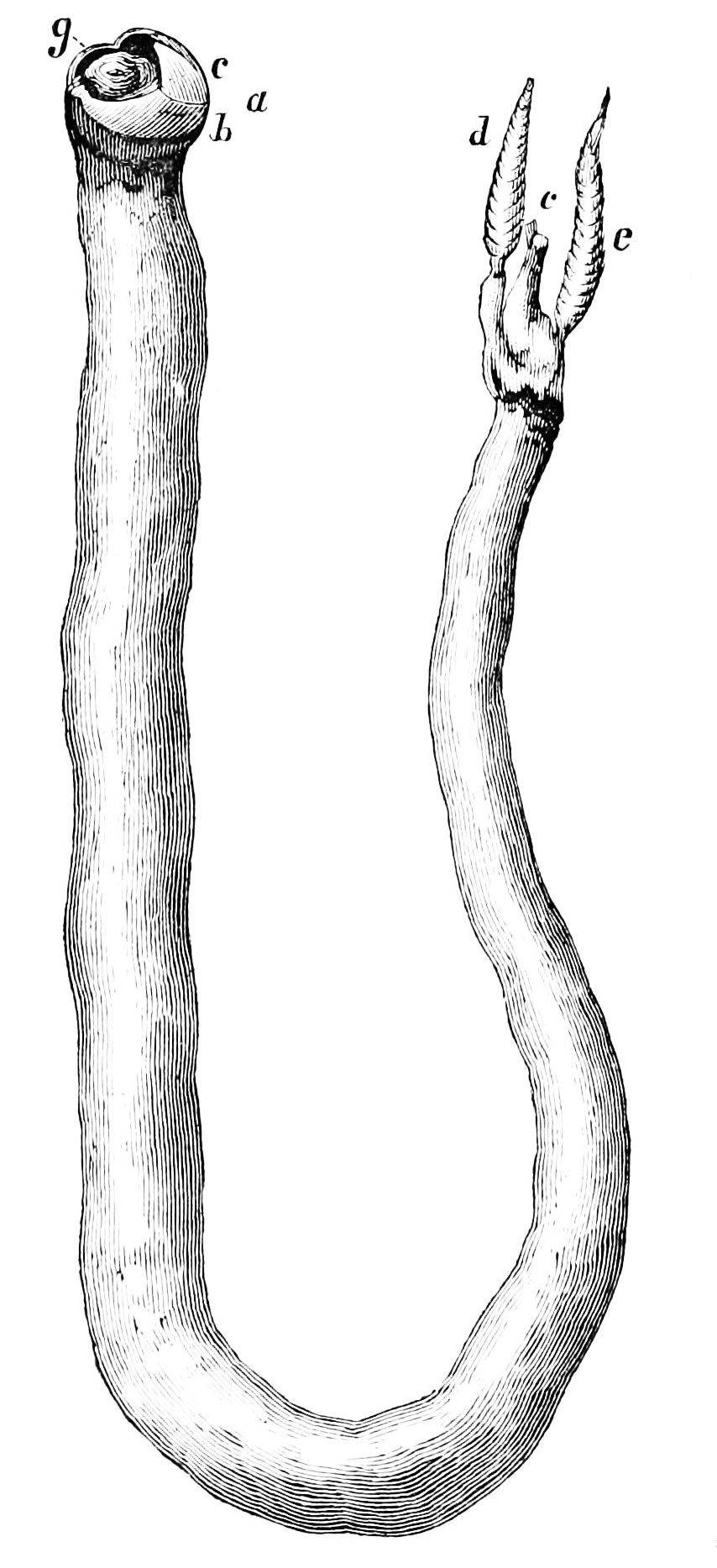
En Skeppsmask (Teredo navalis).
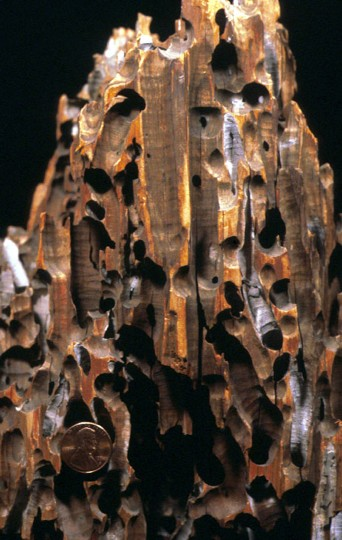
En bit rot med maskens kanaler.